# The Fall of a Rebel Angel
The Fall of a Rebel Angel è l'ottavo album in studio del progetto musicale tedesco Enigma, pubblicato nel 2016.
L'album arriva in ottava posizione in Nuova Zelanda ed in decima in Germania.
La copertina ritrae un angelo cadere con un'ala strappata, dipinta dall'artista Wolfgang Beltracchi. Si tratta di Satana. Definito spesso nelle sacre scritture come un angelo ribelle, è accompagnato da una schiera di demoni. Probabilmente la copertina dell'album ritrae proprio la guerra di Satana in cielo e la sua caduta sulla terra negli ultimi giorni.

## Tracce
1. Circle Eight (featuring Nanuk) – 2:19
2. The Omega Point – 5:39
3. Diving – 2:52
4. The Die Is Cast (featuring Mark Josher) – 4:16
5. Mother (featuring Anggun) – 3:38
6. Agnus Dei – 3:57
7. Sadeness (Part II) (featuring Anggun) – 4:09
8. Lost in Nothingness – 3:20
9. Oxygen Red (featuring Anggun) – 4:02
10. Confession of the Mind – 3:47
11. Absolvo – 2:01
12. Amen (featuring Aquilo) – 4:52